# Marie et Julie
Marie et Julie est un roman historique d'exofiction de Jeanne Bluteau publié en 1995 aux éditions Alain Bargain. Il raconte les relations entre Julie de Lespinasse et Madame du Deffand, deux épistolières et salonnières françaises du XVIIIe siècle.

## Éditions
- Marie et Julie, éditions Alain Bargain, 1995, 208 p.  (ISBN 9-782910-373177).